# WaKeeney
WaKeeney ist eine Stadt im Trego County im US-Bundesstaat Kansas und Sitz der Countyverwaltung (County Seat). Das U.S. Census Bureau hat bei der Volkszählung 2020 eine Einwohnerzahl von 1799 ermittelt.
Gegründet wurde die Stadt erst 1879 rund um eine Haltstation der Kansas Pacific Railway.

## Trivia
In der US-amerikanischen Fernsehserie „Jericho – Der Anschlag“ ist an der Stelle von WaKeeney wahrscheinlich die Stadt Jericho Hauptort der Handlung. Ein weiterer Hinweis dafür, dass die Städte übereinstimmten ist, dass in der 3. Folge von der Möglichkeit gesprochen wird, dass ein Flugzeug in der Nähe von Jericho abgestürzt sei. Dieses Flugzeug sollte zum Flugplatz Trego umgeleitet werden, der südwestlich vom realen WaKeeney liegt.